# Кузьмин, Леонид Филиппович
Леони́д Фили́ппович Кузьми́н (28 марта 1930 — 28 июня 2016) — советский, российский дипломат. Чрезвычайный и полномочный посол.

## Биография
Член КПСС, окончил Московский государственный институт международных отношений МИД СССР (МГИМО) (1953).
- В 1952—1953 годах — сотрудник центрального аппарата МИД СССР.
- В 1953—1956 годах — сотрудник посольства СССР в Уругвае.
- В 1956—1968 годах — сотрудник центрального аппарата МИД СССР.
- В 1968 году — советник Постоянного представительства СССР при ООН.
- В 1968—1972 годах — советник-посланник посольства СССР в Бразилии.
- В 1972—1974 годах — заместитель заведующего отделом стран Латинской Америки МИД СССР.
- С 28 февраля 1975 по 29 апреля 1983 года — чрезвычайный и полномочный посол СССР в Перу[1].
- В 1983—1986 годах — заместитель заведующего II Латиноамериканским отделом МИД СССР.
- В 1986—1988 годах — заведующий II Латиноамериканским отделом МИД СССР.
- С 26 августа 1988 по 3 сентября 1992 года — чрезвычайный и полномочный посол СССР (с 1991 — России) в Бразилии[2][3].

## Награды
- Орден Трудового Красного Знамени.
- Орден Дружбы народов (27 марта 1980)[4]
- Орден «Знак Почёта».
- Медаль «В ознаменование 100-летия со дня рождения Владимира Ильича Ленина».

## Семья
Женат, имеет двоих детей. Сын — Павел (род. 1964), генеральный директор Библиотеки иностранной литературы с 2021 года.